# Charkhari (stato)
Lo Stato di Charkhari fu uno stato principesco del subcontinente indiano, avente per capitale la città di Charkhari.

## Storia
Lo stato di Charkhari venne fondato nel 1765 da Saurabh Singh Bundela, un Rajput del clan Bundela, come propaggine dello Stato di Panna. Nel 1805, durante il regno di Raja Bikramajit Singh (1782–1829), lo stato divenne un protettorato britannico. L'ultimo regnante di questo stato siglò l'ingresso nell'Unione Indiana il 1 gennaio 1950.

## Governanti

### Raja
- 1765 -        1782  Khuman Singh                       (n. ... - m. 1782)
- 1782 -    novembre 1829  Bikramajit Singh                   (n. ... - m. 1829)
- 1829 -        1860  Ratan Singh
- 1860 -        1880  Jai Singh Deo                      (n. ... - m. 1880)

### Maharaja
- 1880 -  6 luglio 1908  Malkhan Singh                      (n. 1872 - m. 1908)
- 6 luglio 1908 -        1914  Jujhar Singh
- 1914 -  5 ottobre 1920  Ganga Singh
- 1920 -  8 novembre 1941  Arimardan Singh                    (n. 1903 - m. 1941)
- 8 novembre 1941 - 15 agosto 1947 Jayendra Singh                     (n. ... - m. 1977)